# Provincia Mpumalanga
Mpumalanga (adică "Răsărit" ori "Locul unde soarele răsare") este o provincie din nord-est, Africa de Sud. Ea se întinde pe o suprafață de 79.512 km², având capitala la Nelspruit. Provincia este mărginită la est de statele Eswatini și Mozambic, la sud de provinciile KwaZulu-Natal și Free State, la vest de provincia Gauteng, iar la nord de provincia Limpopo. În sudul provinciei se află Parcul Național "Kruger".

## Orașe
- Nelspruit
- Skukuza
- Hazyview
- Ermelo

## Structura etnică
- negri (92,4 %)
- albi (6,5 %)
- mulatri (0,7 %)
- asiatici (0,4 %)

## Limbi vorbite
- SiSwati (30,8 %)
- IsiZulu (26,4 %)
- IsiNdebele (12,1 %)
- Sepedi (10,8 %)
- Afrikaans (6,2 %)
- Xitsonga (3,8 %)
- Sesotho (3,7 %)
- Setswana (2,7 %)
- Engleza (1,7 %)

## Turism
Canionul râului Blyde este una dintre cele mai importante atracții turistice din provincie, alături de Parcul Național Kruger.